# Laguna di Tonnarella
La laguna di Tonnarella è una zona umida marino-costiera alla periferia del centro abitato di Mazara del Vallo. Situata tra la foce del fiume Mazaro e la palude di Capo Feto, ospita molte specie dell’avifauna acquatica, alle quali offre lo spazio per la sosta, lo svernamento e la riproduzione.

## Storia

### Origine della laguna
L'origine della laguna di Tonnarella è fortunosa ed è dovuta ad una serie di opere pubbliche discordanti, realizzate per scopi diversi, che hanno portato nel tempo alla chiusura di un tratto di mare. Tutto inizia a metà degli anni ottanta quando, nell’ambito dei lavori della SS 115 Dir/A per il congiungimento della SS 115 col porto di Mazara del Vallo, viene costruita una diga foranea che alla fine diventerà il bordo sud della laguna. Il confine nord invece è già esistente, ed è la riva naturale del mare, ma deturpata e rimodellata negli anni ’70 dallo scarico incontrollato di rifiuti dell’attività edilizia. Anche la breve sponda ovest si forma per lo scarico di rifiuti. Infine nel 2002 per agevolare l’opera di completamento del raccordo stradale, un altro ente pubblico, diverso da quello che aveva costruito anni prima la diga foranea, realizza ad est una barriera che chiude definitivamente lo specchio d’acqua impedendo l’ingresso a qualsiasi imbarcazione. 
Questo tratto di mare si sarebbe dovuto colmare con la costruzione della bretella stradale e nella parte rimanente con materiale di cava di idonea pezzatura e poi essere oggetto di sistemazione a verde. Secondo altri progetti doveva anche accogliere i materiali di escavazione del porto di Mazara del Vallo. Però il tracciato del raccordo stradale cambia, non coinvolgendo più l’area della laguna, e i lavori di colmatura non vengono mai eseguiti. Nel frattempo la natura fa il suo corso e nello specchio d’acqua chiuso si creano condizioni ecologiche tali da attirare il transito, la sosta e la nidificazione di numerose specie di uccelli di interesse comunitario.

## Ambiente
I fattori che hanno consentito l’instaurarsi di condizioni ecologiche favorevoli alla flora e alla fauna della laguna sono stati: la riduzione del livello idrico per l’apporto di sedimenti e di altri solidi derivanti da una prima parziale escavazione dei fondali del porto di Mazara del Vallo; l’assenza del traffico delle imbarcazioni; le oscillazioni di marea; il moto ondoso attraverso le crepe apertesi nelle dighe e il persistente incunearsi del mare dal fondale. Il collegamento continuo con il mare è dimostrato dalla presenza di pesci e bivalvi.

### Flora
In seguito allo scarico sulla riva nord di rifiuti inerti, tali comunque da non compromettere l’umidità del suolo, si è sviluppata una fitta cintura di canneti di Arundo donax e di Phragmites australis, in associazione, essenzialmente, a Juncus acutus, nelle parti più prossime all’acqua salata, ma anche a Typha latifolia, dove maggiore è l’influenza dell’acqua dolce che scorre prima di esaurire la propria corsa verso il mare. Sparsa tra gli stessi canneti l’Inula crithmoides. Il terrapieno ai piedi della diga foranea sud, laddove l’acqua marina non ristagna, è stato quasi interamente ricoperto da Halimione portulacoides e da Crithmum maritimum. Sulla riva occidentale si è assistito allo sviluppo di Salicornia fruticosa e in minima parte anche di Suaeda maritima, seguite nelle parti più rialzate da Cakile maritima e Matthiola tricuspidata.

### Fauna
Sia la fauna marina che quella terrestre è molto varia. Tra quella marittima si ricorda la presenza di specie ittiche come anguille, cefali e spigole. Tra la fauna terrestre spiccano gli uccelli di cui ben novantatré specie sono state ad oggi identificate, con lo svasso maggiore, la gallinella d’acqua, il cavaliere d’Italia, il fratino, il fraticello, la tortora delle palme, lo storno nero, l’occhiocotto, la cannaiola, il pigliamosche.